# Bjørndal

Bjørndal är en satellitstad i stadsdelen Søndre Nordstrand, i sydöstra Oslo kommun. 1 januari 2014 var befolkningen på Bjørndal 7 944 personer. En stor andel av befolkningen är barn och unga.
Bjørndal har två barneskolor, Bjørndal barneskole och Seterbråten skole, samt ett högstadium/gymnasieskola, Bjørnholt ungdomsskole. Bjørnholt skole är både ett högstadium och en gymnasieskola i olika byggnader under samma namn. Bjørndal präglas av mycket utbyggnader och har en väldigt god idrottsmiljö. Bjørndal IF har mycket utrustning som kan disponeras gratis av barn och ungdom som vill låna. Idrottsparken består av klubbhus, tre grusbanor, konstgräsbana, tennisbanor, gräsbanor och kälkbacke/halfpipe.
Bjørndal är en ung satellitstad. Utbyggnaden påbörjades 1983-84. Bostadsbeståndet domineras av radhus och hus/villor, och låga byggnader. Geografiskt sett ligger Bjørndal på den västra sidan av E6 (höger sida när man kör från Oslo). Bjørndal ligger söder om Mortensrud, och öster om Hauketo och Holmlia, annars finns det inga närliggande områden, men stora grönområden i tre av fyra riktningar.
2007 öppnade Bjørnholt skole, en ny skola för 8 till 13 klass. Vid skolan finns en stor idrottshall. Det finns också flera privata och kommunala förskolor i området.
Av butikutbud finns det en Rimibutik med posttjänst, en turkisk matbutik, bygghandeln Orring Byggsenter, en Remabutik och en snabbmatsrestaurang. Bjørndal legekontor erbjuder läkartjänster till alla Bjørndalsbor.
Bjørndal kan nås med busslinje 71, 71E, 73 och 77 och ligger inom vanlig Oslozon. Bjørndal ligger utanför bomringen.